# C형 소행성
C형 소행성은 탄소질 소행성이다. 알려진 소행성 수의 75%를 차지할 정도로 많으며, 2.7AU 바깥 쪽에서는 그보다 더 흔하다. C형 소행성의 비율은 이보다 더 높을 수 있는데, 이들 소행성의 반사도가 매우 낮은 편이라 충분히 발견되지 않았을 수 있기 때문이다.

## 특징
이 소행성들은 탄소질 콘드라이트 운석과 매우 유사한 분광형을 갖는데, 그 화학조성은 수소나 헬륨 같은 휘발성 원소가 없는 것을 제외하면 태양이나 원시 태양 성운과 거의 동일하다. 함수광물이 존재한다.
C형 소행성은 반사율이 매우 낮아서 0.03에서 0.10 정도의 값을 갖는다. 다수의 S형 소행성이 쌍안경으로 보이는 반면, 가장 큰 C형 소행성을 관찰하는 데조차 작은 망원경이 필요하다. 가장 밝아질 수 있는 가능성이 있는 C형 소행성은 324 밤베르가이다. 하지만, 궤도가 심한 타원이기 때문에 매우 짧은 시간 동안만 밝게 빛난다.
0.4 μm에서 0.5 μm 사이의 파장의 자외선을 강하게 흡수하나, 그보다 긴 파장대에서는 별다른 특징을 보이지 않는다. 3 μm부근에 물분자에 의한 흡수가 나타나기 때문에, C형 소행성에는 함수광물이 존재한다고 보인다.
C형 소행성임이 명확한 소행성 중 가장 큰 소행성은 10 히기에이아이다.

## 같이 보기
- 소행성 분광형